# Pachira coriacea
Pachira coriacea är en malvaväxtart som först beskrevs av Carl Friedrich Philipp von Martius, och fick sitt nu gällande namn av W.S. Alverson. Pachira coriacea ingår i släktet Pachira och familjen malvaväxter. Inga underarter finns listade i Catalogue of Life.